# Interstices

interstices est une revue de culture scientifique en ligne, créée par des chercheurs de l'INRIA pour rendre accessible à un large public la recherche en informatique,. Ce site « a pour but de faire connaître la variété des recherches dans le domaine des sciences et technologies de l'information et de la communication ».
Lancé en 2004 à l'initiative de l'INRIA, Institut national de recherche en informatique et en automatique, il se développe en partenariat avec le CNRS, les universités et l'association des sciences et technologies de l'information.
Le magazine Sciences et Avenir d'octobre 2010 le classe parmi les cent meilleurs sites scientifiques.